# Деббі Віллемш
Деббі Віллемш (нід. Debby Willemsz, 10 травня 1994) — нідерландська ватерполістка. Чемпіонка Європи 2018 року. Срібна медалістка Чемпіонату світу з водних видів спорту 2015 року.